# 陳名案
陳名案（越南语：／；1755年—1794年），號了庵（越南语：／），越南後黎朝官員。

## 生平
陳名案是京北處順安府嘉定縣寶篆社（今屬北寧省嘉平縣仁勝社寶篆村）人，出身于官宦世家。他的祖父陳附翼進士出身，官至國子監司訓，曾參與編修《大越史記續編》，伯父陳名寧和父親陳名㝝同年考中進士。
陳名案聰明好學。景興末，參加鄉試，考中解元。昭統元年（1787年）參加會試，考中二甲進士出身，任翰林院校理，封定岳伯。同年十二月，西山軍武文任率軍北上升龍，昭統帝倉皇出逃，陳名案隨昭統帝逃至京北處嘉定縣。次年（1788年）五月，陳名案和黎維亶受命出使清朝，向清廷求救。十月，孫士毅率軍出兵，收復升龍。陳名案因靖難有功，升都御史，封定岳侯。昭統三年（1789年）春，阮惠擊敗清軍，陳名案隨昭統帝流亡清朝。景盛二年（1794年），陳名案去世。

## 作品
陳名案著有《了庵詩集》和《南風解嘲》。